# Bode (Iowa)
Pour les articles homonymes, voir Bode.
Bode est une ville du comté de Humboldt, en Iowa, aux États-Unis. Elle est incorporée le 20 février 1892.

## Source de la traduction
- (en) Cet article est partiellement ou en totalité issu de l’article de Wikipédia en anglais intitulé « Bode, Iowa » (voir la liste des auteurs).